# Morane-Saulnier I
Morane-Saulnier I, còn gọi là Morane-Saulnier Type I là một mẫu máy bay tiêm kích của Pháp trong thập niên 1910.

## Quốc gia sử dụng
Anh Quốc
- Quân đoàn Không quân Hoàng gia

## Tính năng kỹ chiến thuật
Dữ liệu lấy từ The Aeroplanes of the Royal Flying Corps (Military Wing)
Đặc điểm tổng quát
- Kíp lái: 1
- Chiều dài: 5.82 m (19 ft 1 in)
- Sải cánh: 8.24 m (27 ft 0 in)
- Chiều cao: 2.50 m (8 ft 2 in)
- Diện tích cánh: 11.00 m2 (118.4 ft2)
- Trọng lượng rỗng: 334 kg (736 lb)
- Trọng lượng có tải: 510 kg (1.124 lb)
- Powerplant: 1 × Le Rhône 9J kiểu động cơ piston 9 xylanh, 82 kW (110 hp) mỗi chiếc

Hiệu suất bay
- Vận tốc cực đại: 168 km/h (104 mph)
- Thời gian bay: 1 giờ  20 phút
- Trần bay: 4.700 m (15.420 ft)

Vũ khí trang bị
- 1 x Súng máy Vickers 0.303 in (7,7mm)